# 象园街道
象园街道是中国福建省福州市晋安区下辖的一个街道，管辖范围东至连江路，南靠光明港，西临晋安河，北接晋连路。

## 行政区划
象园街道共辖7个社区，分别是：
乐西社区、菊园社区、南湖社区、连辉社区、乐园社区、象园社区和双坂社区。